# Département du trans-Mississippi

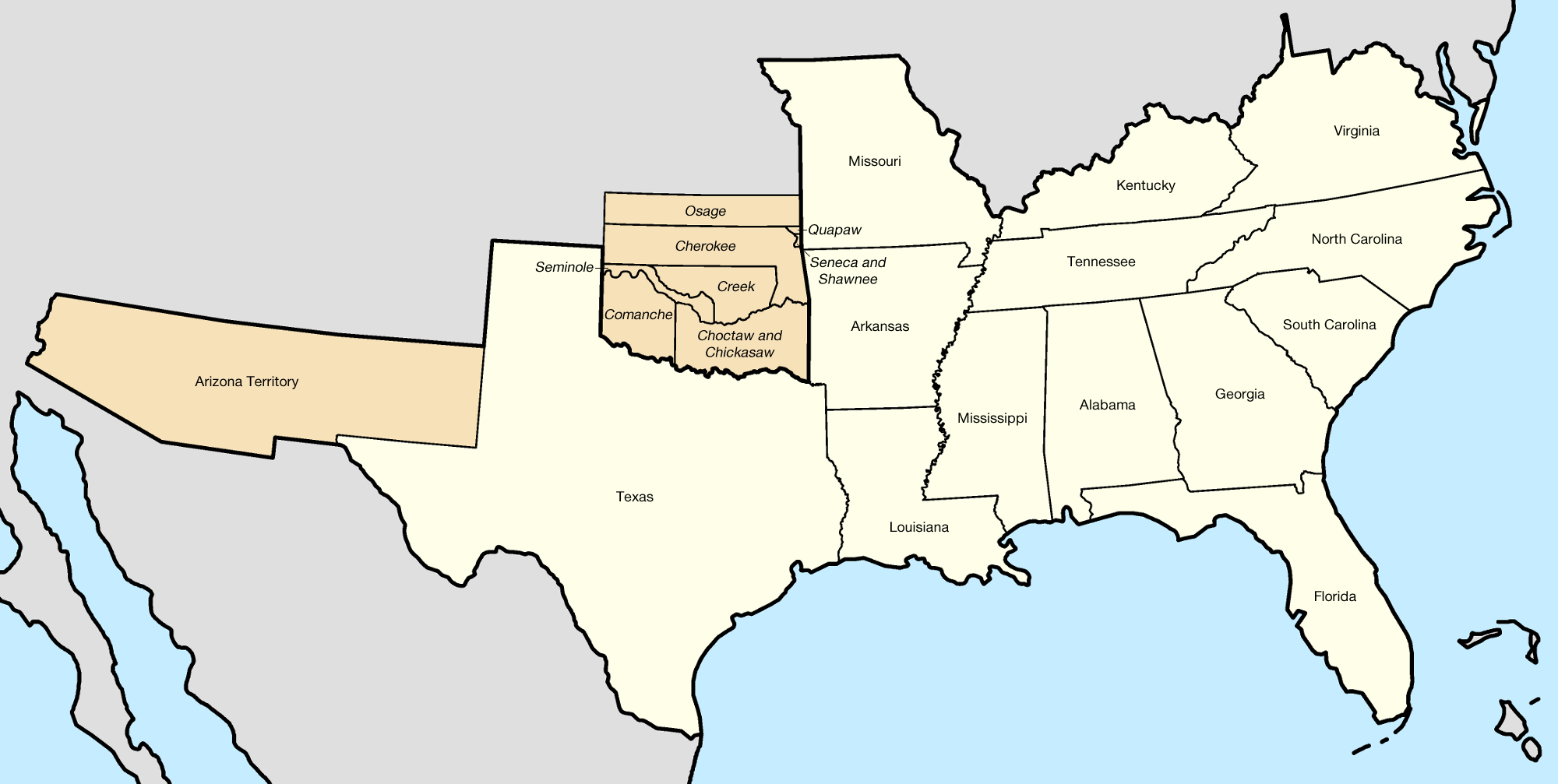
Carte des États confédérés d'Amérique : le département du trans-Mississippi comprend les terres à l'ouest du Mississippi.

Le département du trans-Mississippi est une subdivision militairement administrée des États confédérés d'Amérique à l'ouest du Mississippi, comprenant le Texas, l'Arkansas, le Missouri, le territoire Indien et une partie de l'Arizona et de la Louisiane. Il fonctionne à partir de mai 1862 jusqu'à la fin de la guerre de sécession (1865).

## Histoire
Le département est formé le 26 mai 1862, comprenant le Missouri, l'Arkansas, le Texas, le territoire Indien (devenu l'Oklahoma), l'Arizona confédéré (qui comprend des parties du Nouveau-Mexique), et la partie de la Louisiane à l'ouest du fleuve Mississippi,,(p713). Lors de sa création, il absorbe le district du trans-Mississippi (département confédéré numéro deux), qui a été organisé le 10 janvier 1862, pour inclure le territoire Indien, le Missouri, l'Arkansas (sauf pour les régions à l'est du comté de St. Francis, en Arkansas le comté de Scott, dans le Missouri), et cette partie de la Louisiane au nord de la rivière Rouge.[réf. nécessaire]
Le 20 août 1862, par l'ordre général n° 5, le département du trans-Mississippi est divisé en districts(p731) :
- le district du Texas qui comprend l'État du Texas et le territoire de l'Arizona et qui est commandé par le brigadier général Hébert ;
- le district de la Louisiane qui comprend la partie de l'État de la Louisiane située à l'ouest du Mississippi et qui est commandé par le brigadier général Taylor ;
- le district de l'Arkansas qui comprend les États de l'Arkansas et du Missouri et l'ouest de la contrée indienne et qui est commandé par le brigadier général Hindman.

Le département conjoint a son quartier général à Shreveport, en Louisiane, et Marshall, au Texas[réf. nécessaire]. Il est responsable du théâtre confédéré des opérations à l'ouest du Mississippi. Ses forces sont parfois appelées « l'armée du sud-ouest ».[réf. nécessaire]
Le premier commandant du département est le général Hébert, démocrate et ancien gouverneur de Louisiane. Jusqu'en 1863, le gouvernement confédéré a modifié à de multiples reprise les États de l'ouest en départements, districts et sous-districts. Lors de la nomination du général Smith, début 1863, à la tête du département, celui-ci met en place plusieurs bureaux : le bureau de l'ordonnance, le bureau de la subsistance et le bureau du quartier-maître. Smith établit son quartier-général à Alexandria en Louisiane.
La responsabilité du bureau de l'ordonnance est donnée au commandant Rhett et le bureau est situé à Mashall au Texas bien que Rhett reste dans l'été-major de Smith en Louisiane. Il supervise les implantations des fonderies, l'achat des armes et d'arme et des dépôts de l'ordonnance.
La responsabilité du bureau de la subsistance est donnée au commandant W. B. Blair et le bureau est situé à Shreveport  jusqu'en mai 1864 puis est déplacé à Marshall. Le bureau est divisé en quatre districts.
La responsabilité du bureau du quartier-maître est donnée au lieutenant-colonel L. W. O'Bannon et est implanté à Marshall.
Le département du trans-Mississippi doit prendre en compte les intérêts de chaque État, ce qui affecte son efficacité. En particulier, les intérêts du Texas divergent de ceux du département, ce qui apparaît clairement dans la production et l'approvisionnement en vêtements.

## Opérations
Ni l'Union ni la Confédération ne développe des opérations avec une stratégie globale dans ce théâtre d'opération périphérique. La plupart des engagements qui y ont lieu sont des engagements mineurs ou de guerre irrégulière. La première bataille a lieu à Wilson's Creek en 1861 au Missouri, suivie de celle de Pea Ridge en 1862 en Arkansas. La campagne de la Red River est l'opération la plus importante qui a lieu dans le département.
Selon Kerby, le fait que le département du trans-Mississippi soit le plus grand des départements militaires de la Confédération a obligé la Confédération et l'Union à prendre en compte la région lors de la planification des opérations stratégiques. Woodworth émet l'hypothèse que la cause de la perte du département du trans-Mississippi est antérieure à la chute de Vicksburg et est due à l'incapacité de Jefferson Davis à développer la coopération militaire efficace entre les départements qui bordent le fleuve Mississippi.

## Commandants
Comme le département a été souvent commandé par le général Edmund Kirby Smith, il a été désigné le « Kirby-Smithdom ».
Commandant du département numéro deux :
- Général Edmund Kirby Smith (10 janvier 1862 - mai 1862)

Les commandants du département conjoint comprennent :
- Brigadier général Paul O. Hébert (26 mai 1862  –  20 juin 1862)
- Major général John B. Magruder (affecté le 20 juin 1862, mais n'a pas accepté)
- Major général Thomas C. Hindman (20 juin 1862  –  16 juillet 1862)
- Major général Theophilus H. Holmes (30 juillet 1862  –  9 février 1863)
- Lieutenant général Smith (7 mars 1863  –  19 avril 1865)
- Lieutenant général Simon Bolivar Buckner (19 avril 1865  –  22 avril 1865)
- Général Smith (22 avril 1865  –  26 mai 1865)

## Adjudants
- Major général Earl Van Dorn (10 janvier 1862  –  23 mai 1862, lorsque le district fait partie du département confédéré numéro deux)
- Capitaine Jarnell "J. T." Hearns (27 août 1862  –  1er septembre 1862)[9]